# Авл Семпроній Атратін (військовий трибун з консульською владою 425 року до н. е.)
Авл Семпро́ній Атраті́н (лат. Aulus Sempronius Atratinus; IV століття до н. е.) — політичний і військовий діяч Римської республіки; триразовий військовий трибун з консульською владою (консулярний трибун) 425, 420 і 416 років до н. е.

## Біографічні відомості
Походив з патриціанського роду Семпроніїв. Імовірно був сином Луція Семпронія Атратіна, консула 445 року до н. е. Про молоді роки Авла Семпронія відомості не збереглися.

### Перша трибунська каденція
425 року до н. е. його було вперше обрано військовим трибуном з консульською владою разом з Луцієм Фурієм Медулліном, Луцієм Квінкцієм Цинціннатом і Луцієм Горацієм Барбатом. Цього року йшли бойові дії проти міста Вейї і еквів. За підсумками війни було укладено мир з містом Вейї на 20 років, а з еквами — на 3 роки.

### Друга трибунська каденція
420 року до н. е. його було вдруге обрано військовим трибуном з консульською владою знову разом з Луцієм Фурієм Медулліном і Луцієм Квінкцієм Цинціннатом, і також Марком Манлієм Вульсоном. На цій посаді разом із колегами проводив політику на користь патриціїв, серед яких того року виключно були обрані квестори, чим ці військові трибуни викликали ненависть з боку плебеїв.

### Третя трибунська каденція
416 року до н. е. його було втрете обрано військовим трибуном з консульською владою, цього разу разом з Спурієм Навцієм Рутілом, Марком Папірієм Мугілланом і Квінтом Фабієм Вібуланом Амбустом. Завдяки впливу останнього були припинені чвари між військовими трибунами. Також було підтверджено мир із сусідами. Військові консулярні трибуни при підтримці частини народних трибунів перешкодили прийняттю аграрного закону, запропонованого народними трибунами Салоніном Мецілієм і Марком Метілієм.
Після цього року про подальшу долю Авла Семпронія Атратіна згадок немає.

## Родина
- Син Авл Семпроній Атратін, начальник кінноти 380 року ддо н. е.